# Shirley Jean Rickert
Shirley Jean Rickert (* 25. März 1926 in Seattle; † 6. Februar 2009 in Saratoga Springs) war eine US-amerikanische Schauspielerin und Burlesque-Tänzerin. Bekannt wurde sie in den 1930er Jahren als Kinderstar.

## Werdegang
Ihre ehrgeizige Mutter ließ Shirley Jean Rickert bereits als Kleinkind an Schönheitswettbewerben teilnehmen, der Erfolg veranlasste ihre Mutter nach Hollywood zu ziehen, um ihre Tochter als Kinderdarsteller zu etablieren. Shirley Jean Rickert debütierte 1930 im Alter von vier Jahren in dem Kurzfilm How's My Baby. Bekannt wurde sie ab 1931 als Darstellerin der Shirley in mehreren Filmen der Kurzfilmserie Die kleinen Strolche. Hier fiel sie besonders durch ihre platinblondes Haar und ihre gekonnt frisierten Kiss-Curls (Stirnlocken) auf. Nach den kleinen Strolchen spielte sie unter anderem in mehreren Kurzfilmen der Mickey McGuire-Reihe mit Mickey Rooney und neben John Wayne in dem Spielfilm Unter dem Himmel von Arizona (1934). Ab den 1940er Jahren folgten größtenteils nur unbedeutende Nebenrollen. 
Anfang der 1950er endete ihre Filmkarriere und Shirley Jean Rickert trat als Burlesque-Tänzerin und Pin-up-Model in Erscheinung. Als Gilda and Her Crowning Glory trat sie zusammen mit Tempest Storm, Jean Carroll und Jane Briggerman auf. Ihre Romanzen mit diversen Hollywood-Stars wie Montgomery Clift und Tab Hunter sorgten für Erwähnungen in den Klatschspalten. Diese zweite, erfolgreiche Karriere endete in den 1960er Jahren. In späteren Zeiten trat Rickert auf Fantreffen der Kleinen Strolche auf und erzählte in Interviews über ihre Zeit als Kinderstar des Golden Age of Hollywood. 
Shirley Jean Rickert starb 2009 nach längerer Krankheit.

## Filmografie (Auswahl)
- 1930: How’s My Baby?
- 1931: Juwelenraub in Hollywood (The Stolen Jools)
- 1933–1934: 6 Mickey McGuire-Filme
- 1934: The Scarlet Letter
- 1934: Unter dem Himmel von Arizona (Neath The Arizona Skies)
- 1935: The Drunkard
- 1935: I Live My Life
- 1940: Five Little Peppers in Trouble
- 1943: Best Foot Forward
- 1943: In Old Oklahoma
- 1944: Meet the People
- 1947: Good News
- 1947: Die lange Nacht (The Long Night)
- 1951: Königliche Hochzeit (Royal Wedding)
- 1952: Du sollst mein Glücksstern sein (Singin' in the Rain)
- 1953: Fotograf aus Liebe (I Love Melvin)
- 1954: Immer jagte er Blondinen (The Human Jungle)